# Führer der Unterseeboote
La carica di Führer der Unterseeboote (FdU) ("Comandante degli U-Boot") era l'ufficiale comandante anziano delle forze U-Boot in un teatro di guerra. Il servizio sottomarino nella Kaiserliche Marine della prima guerra mondiale e nella Kriegsmarine della seconda guerra mondiale usò il titolo per diversi comandi di alto livello durante quei conflitti. Era il capo della flottiglia (Chef) più anziano e venne introdotto come forze di sottomarini in un'area espansa oltre le dimensioni della flottiglia. Nel 1917 i posti di FdU erano essi stessi subordinati ad un "comandante generale degli U-Boot" (Befehlshaber der Unterseeboote, o BdU). Il posto di FdU venne ripreso negli anni '30 con il riarmo tedesco e venne detenuto dal gennaio 1936 e fino al 17 ottobre 1939 da Karl Dönitz. In quella data venne nominato BdU e vennero istituiti due posti subordinati di FdU, FdU West ("FdU Ovest") e FdU Ost ("FdU Est"). Nel corso della guerra, vennero creati molti altri posti per i comandanti delle regioni degli U-Boot.

## Prima guerra mondiale
| Area             | Comando                        | Grado                                       | Nome              | Periodo                           |
| ---------------- | ------------------------------ | ------------------------------------------- | ----------------- | --------------------------------- |
| Mare del Nord    | Uboote der Hochseestreitkräfte | Korvettenkapitän/Fregattenkapitän/Kommodore | Hermann Bauer     | 21 agosto 1914 – 4 giugno 1917    |
| Mar Baltico      | OdO                            | Kapitänleutnant                             | Hans Adam         | Agosto 1914 – marzo 1915          |
|                  |                                | Kapitänleutnant                             | Alfred Schött     | July 1915 – 10 December 1917      |
| Costa del Canale | U-Flotille Flandern            | Kapitänleutnant/Korvettenkapitän            | Karl Bartenbach   | 29 marzo 1915 – 30 settembre 1917 |
|                  | FdU Flandern                   | Korvettenkapitän                            | Karl Bartenbach   | 1º ottobre – 10 dicembre 1917     |
| Mar Mediterraneo | U-Halbflottille Pola           | Kapitänleutnant                             | Hans Adam         | 1º luglio – 17 novembre 1915      |
|                  | Pola Flotilla                  | Korvettenkapitän                            | Waldemar Kophamel | 18 novembre 1915 – 8 giugno 1917  |
|                  | FdU Mittelmeer (Pola/Cattaro)  | Kapitän zur See/Kommodore                   | Theodor Püllen    | 9 giugno – 29 dicembre 1917       |
|                  |                                | Kapitän zur See/Kommodore                   | Kurt Graßhoff     | 29 dicembre 1917 – ottobre 1918   |
|                  |                                | Kommodore                                   | Theodor Püllen    | Ottobre 1918                      |

## Seconda guerra mondiale
Nel corso della guerra, vennero creati molti altri posti per i comandanti delle regioni degli U-Boot.
- F.d.U. Ausb. - Führer der U-Ausbildungsflottillen: comandante delle flottiglie di addestramento: Viktor Schütze, 7 febbraio 1942 – maggio 1945
- F.d.U. Italien - Führer der U-Boote Italien: Comandante degli U-Boot per l'Italia: Hans-Rudolf Rösing, dal luglio 1942
- F.d.U. Mitte - Führer der U-Boote Mitte: Comandante degli U-Boot per il settore centrale
- F.d.U. Mittelmeer - Führer der U-Boote Mittelmeer: Comandante degli U-Boot per il Mediterraneo: Werner Hartmann, gennaio – agosto 1944
- F.d.U. Nordmeer - Führer der U-Boote Nordmeer: comandante degli U-Boot per il Mare del Nord: Reinhard Suhren, gennaio 1943 - maggio 1944
- F.d.U. Norwegen - Führer der U-Boote Norwegen: Comandante degli U-Boot per la Norvegia
- F.d.U. Ost - Führer der U-Boote Ostsee: Comandante degli U-Boot per il Mar Baltico
- F.d.U. Ovest - Führer der U-Boote im Westraum: Coamdante degli U-Boot per l'Ovest (Francia)